# Collin Circelli
Collin Circelli (né le 25 octobre 1981 à Oshawa, dans la province de l’Ontario au Canada) est un joueur de hockey sur glace professionnel.

## Carrière

### Les années universitaires
La carrière de Collin Circelli débute dans la ligue de hockey junior de l'Ontario avec les Légionnaires d'Oshawa dès 1998. En 2000, il intègre la franchise des Wildcats de Moncton en Ligue de hockey junior majeur du Québec durant deux saisons. Il y dispute 135 matchs et récolte 128 points (45 buts, 83 assistances pour 93 minutes de pénalités). De 2002 à 2007, il joue pour l'Université Saint-Francis-Xavier en SIC.

### Les années professionnelles
À l'issue de la saison 2007, il devient professionnel et il signe un contrat avec le Thunder de Wichita en Ligue centrale de hockey. Après 8 matchs, il rejoint les Jackalopes d'Odessa. Il y restera jusqu'en 2010 avant de venir jouer en Europe dans le club de Karlskrona HK en Division 1. Il finit meilleur pointeur de son équipe avec 16 buts, 24 aides en 37 matchs de saison régulière. En 2011, il retourne en LCH dans la franchise du Rush de Rapid City. Le 12 mai 2012, le club des Rapaces de Gap en Ligue Magnus officialise son arrivée pour la saison 2012-2013.

## Statistiques

### En club
| Saison    | Équipe                           | Ligue        |    | Saison régulière | Saison régulière | Saison régulière | Saison régulière | Saison régulière |   | Séries éliminatoires | Séries éliminatoires | Séries éliminatoires | Séries éliminatoires | Séries éliminatoires |
| Saison    | Équipe                           | Ligue        | PJ | B                | A                | Pts              | Pun              | PJ               | B | A                    | Pts                  | Pun                  |                      |                      |
| 1998-1999 | Legionnaires d'Oshawa            | OPJHL        | 47 | 17               | 23               | 40               | 6                | -                | - | -                    | -                    | -                    |                      |                      |
| 1999-2000 | Legionnaires d'Oshawa            | OPJHL        | 47 | 18               | 33               | 51               | 20               | -                | - | -                    | -                    | -                    |                      |                      |
| 2000-2001 | Wildcats de Moncton              | LHJMQ        | 67 | 21               | 36               | 57               | 41               | -                | - | -                    | -                    | -                    |                      |                      |
| 2001-2002 | Wildcats de Moncton              | LHJMQ        | 68 | 24               | 47               | 71               | 42               | -                | - | -                    | -                    | -                    |                      |                      |
| 2002-2003 | Université Saint-Francis-Xavier  | SIC          | 6  | 1                | 2                | 3                | 0                | -                | - | -                    | -                    | -                    |                      |                      |
| 2003-2004 | Université Saint-Francis-Xavier  | SIC          | 27 | 4                | 8                | 12               | 8                | -                | - | -                    | -                    | -                    |                      |                      |
| 2004-2005 | Université Saint-Francis-Xavier  | SIC          | 25 | 3                | 9                | 12               | 18               | -                | - | -                    | -                    | -                    |                      |                      |
| 2005-2006 | Université Saint-Francis-Xavier  | SIC          | 26 | 8                | 19               | 27               | 14               | -                | - | -                    | -                    | -                    |                      |                      |
| 2006-2007 | Université Saint-Francis-Xavier  | SIC          | 18 | 5                | 8                | 13               | 28               | 6                | 2 | 2                    | 4                    | 6                    |                      |                      |
| 2007-2008 | Thunder de Wichita               | LCH          | 8  | 0                | 1                | 1                | 4                | -                | - | -                    | -                    | -                    |                      |                      |
| 2007-2008 | Jackalopes d'Odessa              | LCH          | 31 | 7                | 4                | 11               | 23               | 7                | 5 | 1                    | 6                    | 0                    |                      |                      |
| 2008-2009 | Jackalopes d'Odessa              | LCH          | 63 | 26               | 23               | 49               | 58               | 13               | 2 | 2                    | 4                    | 10                   |                      |                      |
| 2009-2010 | Jackalopes d'Odessa              | LCH          | 63 | 37               | 35               | 72               | 41               | 13               | 3 | 11                   | 14                   | 10                   |                      |                      |
| 2010-2011 | Karlskrona HK                    | Division 1   | 37 | 16               | 24               | 40               | 44               | 10               | 2 | 4                    | 6                    | 6                    |                      |                      |
| 2011-2012 | Rush de Rapid City               | LCH          | 47 | 15               | 22               | 37               | 56               | 6                | 2 | 3                    | 5                    | 9                    |                      |                      |
| 2012-2013 | Gap Hockey Club                  | Ligue Magnus | 26 | 17               | 9                | 26               | 26               | 3                | 1 | 1                    | 2                    | 8                    |                      |                      |
| 2012-2013 | Gap                              | CdF          | 1  | 0                | 0                | 0                | 0                |                  |   |                      |                      |                      |                      |                      |
| 2012-2013 | Gap                              | CdL          | 6  | 4                | 3                | 7                | 2                |                  |   |                      |                      |                      |                      |                      |
| 2013-2014 | Gap Hockey Club                  | Ligue Magnus | 20 | 6                | 13               | 19               | 24               | 8                | 3 | 3                    | 6                    | 2                    |                      |                      |
| 2014-2015 | Cataracts de Grand Falls-Windsor | NLSHL        | 24 | 17               | 17               | 34               | 14               | 8                | 3 | 8                    | 11                   | 2                    |                      |                      |
| 2016-2017 | Cataracts de Grand Falls-Windsor | CWSHL        | 18 | 8                | 15               | 23               | 14               | 3                | 1 | 3                    | 4                    | 12                   |                      |                      |